# Lindsaea arcuata
Lindsaea arcuata är en ormbunkeart som beskrevs av Kze. Lindsaea arcuata ingår i släktet Lindsaea och familjen Lindsaeaceae. Inga underarter finns listade.